# Carl-Uno Hanno
Carl Uno Arent Hanno, född 21 augusti 1937 i Vojakkala, Nedertorneå socken, är en svensk författare och museiman. 
Hanno, som är son till Uno Hanno, har avlagt filosofie kandidat-examen vid Uppsala universitet. Han har varit anställd vid Västernorrlands museum och Landsarkivet i Härnösand innan han år 1966 anställdes som arkivarie på Folkrörelsernas arkiv i Norrbotten. 
Hanno har skrivit ett antal böcker och artiklar om Tornedalens historia och om norrländsk emigration till Brasilien och Sovjetunionen. 
1988 blev Hanno ordförande i Svenska Bastuakademien.